# Jal Mahal

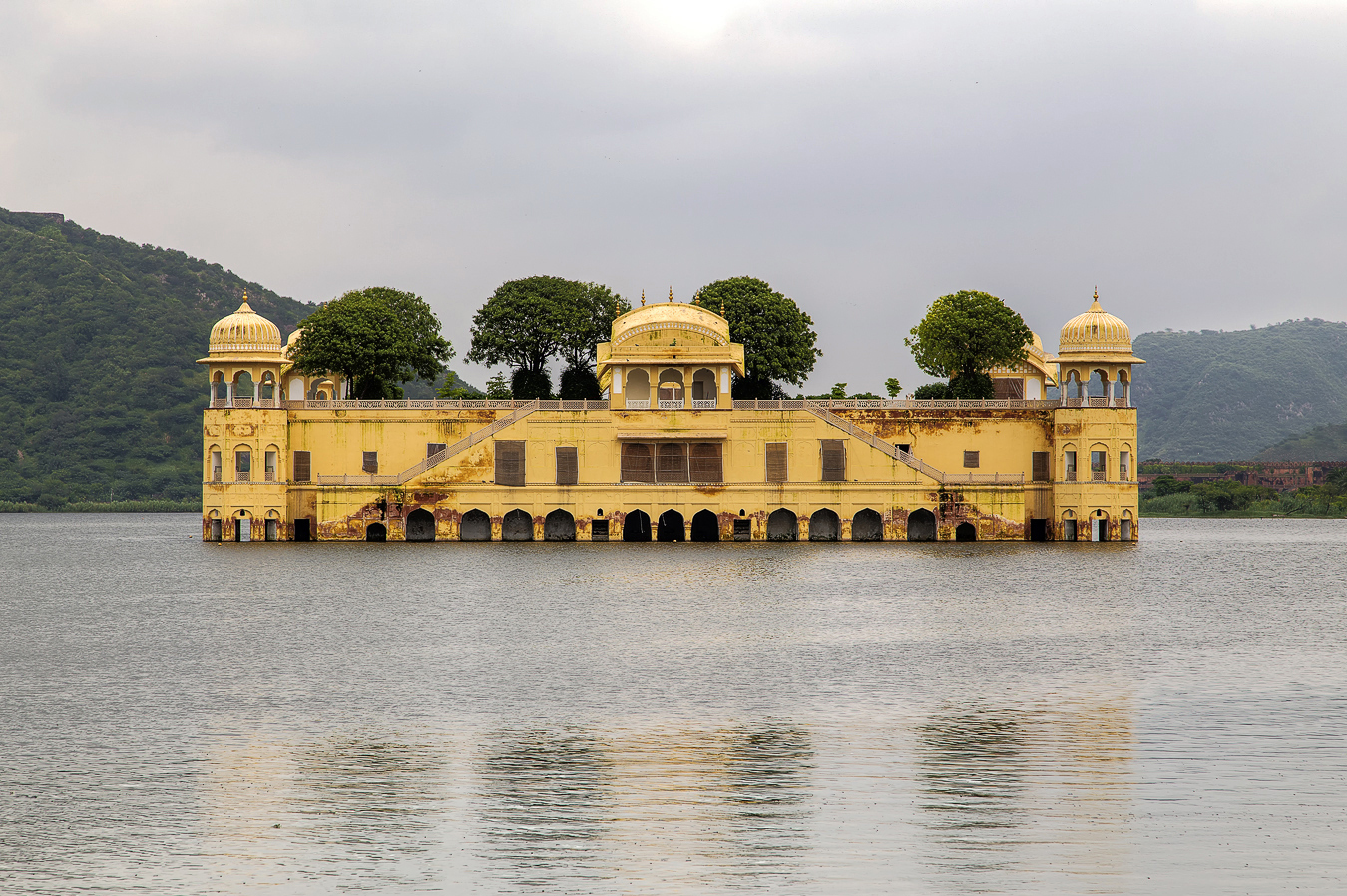
Jal Mahal

Jal Mahal (Waterpaleis) is een paleis net ten noordoosten van de stad Jaipur, de hoofdstad van Rajasthan in India. Het paleis ligt in het midden van het kunstmatige Man Sagar-meer. Paleis en meer zijn in de 18e eeuw aangelegd door maharadja Jai Singh II van Amber.
Het meer heeft een oppervlakte van 120 hectare en diepte van 4,5 meter.
In 2001 werd begonnen met een project om het meer en het paleis in originele staat te restaureren. De restauratie van het meer werd gedurende 2003 afgerond. De restauratie van het paleis werd in maart 2008 afgerond.
Het paleis is niet toegankelijk.